# پارک جونگ سوک
پارک جونگ سوک (به کره‌ای:박정숙 به انگلیسی: Park Jung-sook) (زاده ۴ فوریه ۱۹۷۰ در کره جنوبی) بازیگر و استاد دانشگاه و رئیس تشریفات در کره جنوبی است.
او در مجموعه تلویزیونی جواهری در قصر با بازی در نقش ملکه مون‌جونگ شناخته شد. پارک جونگ سوک در می ۲۰۱۲ با لی جه یونگ (نماینده مجلس کره جنوبی) ازدواج کرد

## مشخصات کلی
تاریخ تولّد: ۴ /فوریه / ۱۹۷۰ میلادی (۱۵ /بهمن/ ۱۳۴۸ شمسی)
قد: ۱۷۱ سانتیمتر (۵ فوت ۷ اینچ)
وزن:۴۶ کیلوگرم (۱۰۱ پوند)
گروه خونی:B
سرگرمی‌ها: موسیقی و تماشای فیلم
تحصیلات: دانشگاه کیونگ هی (استاد مدعو) -دانشگاه ملی کره
دانشگاه کلمبیا فارغ‌التحصیل از دانشکده روابط بین‌الملل(کارشناسی ارشد)
دانشگاه زنان سئول، گروه مدیریت کسب و کار
دانشگاه Yonsei، دانشکده تحصیلات تکمیلی مدیریت دولتی، کارشناسی ارشد امنیت دیپلماتیک
زبان‌ها: کره‌ای- انگلیسی- ژاپنی
دین و مذهب: ابتدا (کنفسیوس) ← سپس: مسیحی (پروتستان)
تخصص: سخنوری- مکالمه زبان انگلیسی- مکالمه زبان ژاپنی
او از یک پسر و ۶ دختر (فرزند پنجم است)

## سریال‌های تلویزیونی
- بازیابی -۲۰۱۳
- جواهری در قصر-۲۰۰۳

## فیلم‌ها
- صبح بخیر- ۱۹۹۴
- برو به مناظر سفر جهانی- ۱۹۹۴
- شکار اینترنت- ۱۹۹۷